# Soil flushing
Il soil flushing è una tecnica per la bonifica del suolo contaminato che avviene in situ e consiste in un trattamento di lavaggio del suolo inquinato. 
La caratteristica distintiva dei trattamenti di soil flushing è proprio quella di avvenire direttamente nel sito, senza rimozione di terreno, a differenza dei processi di lavaggio on site e off site che sono chiamati soil washing.
Rispetto al soil washing, nel flushing risulta molto più importante valutare tipo e quantità di reagente da adoperare, per evitare problemi indotti d'inquinamento del terreno e delle acque sotterranee.

## Meccanismo
Attraverso il processo di lavaggio avviene la separazione dei contaminanti dal suolo, poi trasferiti in una fase liquida acquosa eventualmente addizionata. 
La tecnica prevede l'iniezione di soluzioni acquose nelle zone del suolo interessate dall'inquinamento. I fluidi immessi nel terreno rimuovono gli inquinanti e li trasportano in zone in cui vengono bloccati ed estratti oppure immobilizzati da elementi appositamente introdotti nel terreno. 
L'iniezione di soluzioni avviene mediante una serie di pozzi verticali, orizzontali o inclinati, gallerie di infiltrazione o altro. L'estratto viene trasportato in superficie per il successivo trattamento in appositi impianti, ed iniettato nuovamente nel terreno. 
Alla fine del processo di separazione solido/liquido si ottiene:
- la frazione di terreno lavata e depurata;
- un fango contaminato costituito da una parte solida, contenente la frazione fine del terreno in cui sono adsorbiti o fissati i contaminanti, e una parte liquida comprendente il fluido estraente, dove si trovano disciolti o in emulsione i contaminanti.

Le soluzioni di lavaggio, usate per il flushing, possono essere solo acqua oppure altre sostanze (come gli emulsionanti, co-solventi, chelanti, solventi, acidi e basi) che consentono sia di aumentare la velocità del processo, sia di incrementare la mobilità e la solubilità dei contaminanti. Nella scelta delle sostanze devono essere valutate preventivamente le reazioni possibili fra contaminanti diversi ed agente estrattivo, al fine di evitare la formazione di vapori tossici o di composti ancora più dannosi all'ambiente di quelli originari.
L'uso di queste tecniche di lavaggio è reso difficoltoso quando i terreni sono poco permeabili. In queste condizioni i flussi d'acqua hanno il duplice scopo di  aumentare la permeabilità, attraverso un'azione di frammentazione del terreno, e di mobilizzare le particelle più sottili, in cui spesso sono adsorbiti gli elementi inquinanti e trasportarle in superficie per il successivo trattamento in appositi impianti. 
Un altro possibile utilizzo dei flussi d'acqua è quello di veicolare le iniezione di composti, sostanze o popolazioni batteriche utili per il risanamento del sito.

## Applicazioni
L'applicazione principale del soil flushing è la riduzione della contaminazione del suolo da parte di metalli pesanti, idrocarburi (inquinamento localizzato) e pesticidi (inquinamento diffuso). 
Questa tecnica è usata in genere in associazione con altre, come la biodegradazione, in modo tale da rendere accettabile la percentuale di riduzione dell'inquinante. 
Se nel terreno sono contenute percentuali di limo e argille elevate, esse rendono maggiormente problematica la fase di separazione solido-liquido. Nella pratica la capacità totale di trattamento degli impianti (in t/mese) diminuisce su terreni con più alte percentuali di argilla e limo.
Svantaggio tipico di queste tecniche è la durata del trattamento di bonifica, che è normalmente piuttosto lungo.